# Cristiano Giuntoli
Cristiano Giuntoli (Firenze, 12 febbraio 1972) è un dirigente sportivo ed ex calciatore italiano, di ruolo difensore.

## Carriera

### Giocatore
Giuntoli ha militato in squadre di calcio italiane di Serie C e D, tra le quali Colligiana, Imperia, Latina, Savona, Sanremese e Valle d'Aosta.
Al termine della stagione 2008-2009 si ritira dal calcio giocato.

### Dirigente
Frequenta Coverciano e prende il patentino per allenare in Serie B, per poi intraprendere la carriera di direttore sportivo.
Dopo una breve parentesi allo Spezia, culminata con l'approdo dei liguri in serie cadetta, Giuntoli passa al Carpi nell'estate del 2009. La sua avventura in Emilia inizia come vice del diesse Giandomenico Costi; tuttavia nell'ottobre dello stesso anno il patron del club emiliano, Stefano Bonacini, lo promuove a responsabile. In tale ruolo il dirigente fiorentino asseconda la "rifondazione" voluta da Bonacini, puntando fortemente, grazie a una mirata opera di scouting, sull'acquisizione di giocatori giovani, emergenti e poco conosciuti. Tale politica si rivela fruttuosa poiché, durante il suo operato, la società biancorossa centra quattro promozioni in cinque stagioni, dalla Serie D alla Serie A, categoria quest'ultima mai calcata prima dal club carpigiano.
Nell'estate del 2015 lascia la squadra emiliana per diventare direttore sportivo del Napoli. Sotto il suo mandato, la squadra partenopea si assesta negli anni seguenti ai vertici della Serie A, vincendo la sua sesta Coppa Italia nell'edizione 2019-2020 e, soprattutto, il suo terzo Scudetto nella stagione 2022-2023, a trentatré anni dal precedente. Al termine di quest'ultima stagione, dopo otto anni chiude la sua esperienza coi partenopei.
Dalla stagione 2023-2024 assume la responsabilità dell'area sportiva della Juventus. Al suo primo anno in bianconero ottiene la vittoria della Coppa Italia, il primo trofeo per il club da un triennio a quella parte; ciò nonostante il suo operato a Torino viene giudicato dalla proprietà globalmente al di sotto delle attese, fatto che sfocia nella risoluzione anticipata del contratto con i bianconeri al termine della stagione 2024-2025.

## Palmarès
- Campionato Nazionale Dilettanti: 1

Imperia: 1998-1999 (girone A)